# Polnische Sommermeisterschaften im Skispringen 2011
Die Polnischen Sommermeisterschaften im Skispringen 2011 fanden am 17. September 2011 in Zakopane statt. Aufgrund zu hoher Kosten wurde der zunächst geplante Wettbewerb von der Normalschanze abgesagt. So wurde lediglich der Einzelwettkampf von der Wielka Krokiew abgehalten.

## Großschanze

### Teilnehmer
Es gingen 72 Springer bei der Qualifikation an den Start. Am Meisterschaftsspringen traten schließlich 50 Athleten an, jeweils zwei davon aus Kasachstan und der Slowakei.
| 46 Teilnehmer aus zehn Vereinen                                                                                           | 46 Teilnehmer aus zehn Vereinen |
| --- | --- |
| - KS Wisła Ustronianka (12) - TS Wisła Zakopane (10) - AZS Zakopane (9) - LKS Klimczok Bystra (4) - LZS Sokół Szczyrk (4) | - UKS Sołtysianie Stare Bystre (2) - WKS Zakopane (2) - PKS Olimpijczyk Gilowice (1) - KS AZS-AWF Katowice (1) - LUKS-SKI Lubawka (1) |

### Ergebnis

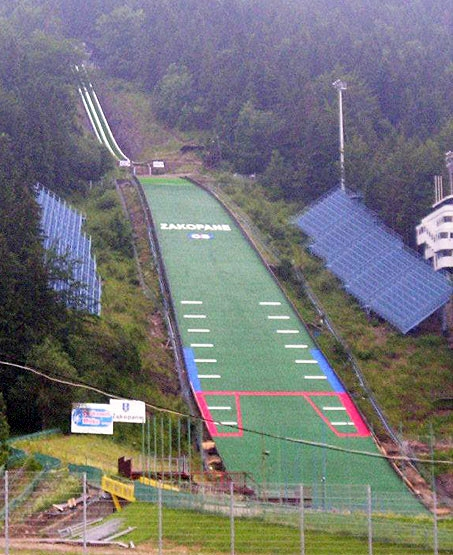
Austragungsort: Wielka Krokiew

Der Wettbewerb von der Wielka Krokiew (HS 134) begann am 17. September 2011 um 17:00 Uhr. Den weitesten Sprung auf 132 Metern zeigte Krzysztof Miętus. Polnischer Meister wurde Kamil Stoch.
| Platz | Name                 | Verein               | Weite 1 | Weite 2 | Punkte |
| ----- | -------------------- | -------------------- | ------- | ------- | ------ |
| 01.   | Kamil Stoch          | AZS Zakopane         | 130,0   | 119,5   | 253,4  |
| 02.   | Krzysztof Miętus     | AZS Zakopane         | 132,0   | 116,5   | 244,8  |
| 03.   | Piotr Żyła           | KS Wisła Ustronianka | 126,5   | 118,5   | 238,5  |
| 04.   | Maciej Kot           | AZS Zakopane         | 128,0   | 116,5   | 236,1  |
| 05.   | Rafał Śliż           | KS Wisła Ustronianka | 125,5   | 117,0   | 231,0  |
| 06.   | Grzegorz Miętus      | AZS Zakopane         | 124,5   | 111,5   | 219,3  |
| 07.   | Aleksander Zniszczoł | KS Wisła Ustronianka | 122,0   | 114,5   | 219,2  |
| 08.   | Bartłomiej Kłusek    | LKS Klimczok Bystra  | 119,5   | 114,5   | 213,2  |
| 09.   | Marcin Bachleda      | TS Wisła Zakopane    | 120,5   | 110,5   | 208,3  |
| 09.   | Dawid Kubacki        | TS Wisła Zakopane    | 123,5   | 107,5   | 208,3  |
| 11.   | Tomasz Byrt          | KS Wisła Ustronianka | 122,5   | 106,0   | 204,3  |
| 12.   | Jan Ziobro           | WKS Zakopane         | 117,5   | 109,5   | 200,1  |
| 13.   | Jewgeni Ljowkin      | Kasachstan           | 115,0   | 107,0   | 190,1  |
| 14.   | Klemens Murańka      | TS Wisła Zakopane    | 113,5   | 107,5   | 189,3  |
| 15.   | Jakub Kot            | AZS Zakopane         | 113,5   | 106,0   | 186,6  |